# 松嶋盛人
松嶋 盛人（まつしま もりと、1953年〈昭和28年〉9月4日 - ）は、日本の政治家、教諭。福岡県みやま市長（2期）。

## 来歴
福岡県瀬高町（現・みやま市）生まれ。1978年（昭和53年）3月、明治大学農学部卒業。同年4月、日本ハムに就職。
1980年（昭和55年）4月、朝倉郡夜須町立東小田小学校教員に採用される。2004年（平成16年）4月、三池郡高田町立高田中学校校長に就任。
2014年（平成26年）3月、みやま市立高田中学校を定年退職。同年4月、学校法人八女学院が運営する八女学院中学校・高等学校に教頭として採用される。
2018年（平成30年）9月30日、みやま市長の西原親が健康上の理由により辞職。同年10月1日、西原の辞職に伴う市長選へ出馬する意向を表明した。10月28日に行われた市長選で元副市長の高野道生、元市議の野田力らを破り、初当選した。
※当日有権者数：32,128人 最終投票率：60.71%（前回比：＋4.69pts）
| 候補者名 | 年齢 | 所属党派 | 新旧別 | 得票数  | 得票率 | 推薦・支持 |
| -------- | ---- | -------- | ------ | ------- | ------ | ---------- |
| 松嶋盛人 | 65   | 無所属   | 新     | 8,770票 | 45.35% |            |
| 高野道生 | 73   | 無所属   | 新     | 8,546票 | 44.19% |            |
| 野田力   | 77   | 無所属   | 新     | 2,023票 | 10.46% |            |

2022年10月9日告示の市長選挙に無投票で再選。

## 不祥事
- 2019年（令和元年）8月26日、職員研修で自ら講師を務め、「人間の『徳』について」と題する文書を管理職22人に配布した。内容は「先祖の悪行は子孫の精神・身体障害、犯罪者の有無などに影響する」とするもの。怠惰な無頼漢の家系は「440人が病的な行為で肉体的に破滅、前科者は130人」と記し、一方、同年代生まれの神学者の子孫は「65人が大学教授や学校長、100人以上が牧師や神学者」などとする記録を引用した。松嶋はこの比較から「一人の人間の『徳』の有無がいかに家族や子孫に大きな影響を及ぼすか」との自らの論考を書きあらわした。同年9月12日の市議会一般質問で「差別と偏見に基づく表現だ」との批判を受けると、「そう捉えられるのは残念」と釈明した。教育学を専門とする大学教授から「優生思想につながる危険な考え」であると指摘されている[8]。

同年9月20日、市議会に松嶋に対する辞職勧告決議案が提案されたが、7対8の賛成少数で否決された。松嶋は11月26日の定例記者会見で、自身の月額給与を来年1月から3カ月間、20％減額する方針を明らかにした。
- 2019年（令和元年）5月、市内の小中学校の校長会やPTAの会合で、有権者を含む参加者23人に1冊500円の教育関連書籍23冊を無償配布した。8月19日に公職選挙法違反（寄付行為）容疑で福岡県警察に書類送検された。松嶋は「法に抵触するという意識が薄かった。市民に心配を掛け、大変申し訳ない」と謝罪した[11]。